# Stratov
Stratov (německy Stratow) je obec v okrese Nymburk ve Středočeském kraji. Leží v nadmořské výšce 199 metrů asi pět kilometrů východně od města Lysá nad Labem. Žije zde 750 obyvatel a katastrální území má rozlohu 630 hektarů.
Stratov je společně s Dvorci, Jiřicemi, Lysou nad Labem, Ostrou, Přerovem nad Labem, Starou Lysou, Starým Vestcem a Semicemi členem dobrovolného sdružení obcí Mikroregion Polabí.

## Historie
První písemná zmínka o obci je z roku 1357. V polovici 14. století, v tom roce co král Karel IV. položil základní kámen Karlova mostu, založil Půta z Častolovic ves Stratov na necelých 18 lánech po 64 jitrech míry kouřimské.
Roku 1808 spadl mezi Stratov a Ostrou meteorit. Dopadlo několik kusů, největší zhruba 4 kg těžký. Podle kroniky si kameny rozebrali sedláci, část největšího kamene je dnes v muzeu ve Vídni, další kousky se nachází v Národním muzeu a v muzeu v Tübingenu.
Nedaleko železniční stanice vybuchl 2. března 1945 německý muniční vlak, odpálený časovým spínačem podskupinou partyzánské skupiny Podřipsko z Lysé nad Labem. Událost se stala předlohou pro novelu Bohumila Hrabala Ostře sledované vlaky.
Ve vsi Stratov (666 obyvatel) byly v roce 1932 evidovány tyto živnosti a obchody: holič, 3 hostince, kolář, 2 kováři, 2 pekaři, 4 rolníci, řezník, sedlář a čalouník, 2 obchody se smíšeným zbožím, spořitelní a záložní spolek pro Stratov, trafika.

## Obyvatelstvo
| Rok            | 1869 | 1880 | 1890 | 1900 | 1910 | 1921 | 1930 | 1950 | 1961 | 1970 | 1980 | 1991 | 2001 | 2011 | 2021 |
| -------------- | ---- | ---- | ---- | ---- | ---- | ---- | ---- | ---- | ---- | ---- | ---- | ---- | ---- | ---- | ---- |
| Počet obyvatel | 498  | 543  | 611  | 620  | 625  | 609  | 666  | 578  | 533  | 470  | 447  | 381  | 410  | 486  | 640  |
| Počet domů     | 76   | 90   | 94   | 96   | 104  | 112  | 152  | 163  | 150  | 143  | 131  | 164  | 183  | 203  | 246  |

## Obecní správa

### Územněsprávní začlenění
Dějiny územněsprávního začleňování zahrnují období od roku 1850 do současnosti. V chronologickém přehledu je uvedena územně administrativní příslušnost obce v roce, kdy ke změně došlo:
- 1850 země česká, kraj Jičín, politický okres Nymburk, soudní okres Nové Benátky[9]
- 1855 země česká, kraj Mladá Boleslav, soudní okres Nové Benátky
- 1868 země česká, politický okres Mladá Boleslav, soudní okres Nové Benátky
- 1937 země česká, politický okres Mladá Boleslav expozitura Nové Benátky, soudní okres Nové Benátky[10]
- 1939 země česká, Oberlandrat Jičín, politický okres Mladá Boleslav expozitura Nové Benátky, soudní okres Nové Benátky[11]
- 1942 země česká, Oberlandrat Praha, politický okres Brandýs nad Labem, soudní okres Nové Benátky[12]
- 1945 země česká, správní okres Mladá Boleslav, soudní okres Benátky nad Jizerou[13]
- 1949 Pražský kraj, okres Nymburk[14]
- 1960 Středočeský kraj, okres Nymburk
- 2003 Středočeský kraj, okres Nymburk, obec s rozšířenou působností Lysá nad Labem

### Obecní symboly
Znak a vlajka byly obci uděleny rozhodnutím předsedy Poslanecké sněmovny Parlamentu České republiky dne 5. října 2004.

## Doprava
Dopravní síť
- Pozemní komunikace – U obce prochází silnice II/331 Poděbrady - Nymburk - Stratov- Lysá nad Labem - Stará Boleslav.
- Železnice – Obec Stratov leží na železniční trati 231 Praha - Lysá nad Labem - Nymburk - Kolín. Je to dvoukolejná elektrizovaná celostátní trať, doprava byla v úseku Lysá nad Labem - Nymburk zahájena roku 1873.

Veřejná doprava 2025
- Autobusová doprava – V obci stavěla autobusová linka 897 v trase Lysá nad Labem, žel.st. - Ostrá,U Kapličky - (Ostrá,Šnepov) - Stratov - Kostomlaty nad Labem, Rozkoš - Kostomlaty nad Labem ,žel. st.
- Železniční doprava – V železniční zastávce Stratov v pracovních dnech zastavovalo 27 párů osobních vlaků, o víkendech 21 párů osobních vlaků. Rychlíky zde projížděly.